# Courrier international
Courrier international es una revista semanal francesa de información, fundada en 1990. Publica en francés artículos de más de 1500 medios de todo el mundo, que se trate de periódicos, publicaciones de periodicidad diaria, semanal o mensual, sitios web o blogs. Courrier international selecciona temas políticos, económicos, societales y culturales, procurando reflejar las nuevas tendencias. Se difunde en papel y en versión digital. La revista publica regularmente números especiales temáticos, dentro de los cuales incluye uno anual en colaboración con la revista británica The Economist.
Cuenta con una edición portuguesa y japonesa. Courrier Japón fue lanzado el 17 de noviembre de 2005 y es publicado por la editorial japonesa Kōdansha.